# Масбате (остров)
Масба́те (англ. Masbate) — остров в центральной части Филиппинского архипелага. Площадь — 3269 км². Население (1 город и 14 муниципалитетов) — 672 227 человек (2010).

## География
С юга омывается морем Висаян, с запада — морем Сибуян, с востока — морем Самар. Максимальная высота — 697 м. С юга в остров вдаётся глубокий залив. Растительность — тропические леса, луга.

## Административное деление
Главный город — Масбате. Остров входит в состав провинции Масбате, делится на 1 город Мастабе и 14 муниципалитетов:
| - Аророй - Балено - Балуд - Катаинган - Каваян - Димасаланг - Эсперанса | - Мандаон - Милагрос - Мобо - Паланас - Пио. В. Корпус - Пласер - Усон |

## Экономика
Основной отраслью экономики является сельское хозяйство — выращивают кукурузу, рис, табак, сахарный тростник, кокосы, пальму; рыболовство. Залежи металлов (золота, марганца, меди), угля.